# Hans Schwägerl
Hans Schwägerl (* 29. Juli 1901 in Waldsassen; † 24. September 1973 in Marktredwitz) war ein deutscher Politiker der CSU.

## Leben und Beruf
Schwägerl absolvierte seine kaufmännische Lehre in einer Porzellanfabrik in Marktredwitz und machte sich nach 1945 als Kaufmann und Inhaber einer Porzellanhandlung selbstständig.

## Politik
Ende 1945 beteiligte sich Schwägerl an der Gründung der CSU, wenig später übernahm er im Ortsverband Marktredwitz das Amt des Schriftführers und gehörte dem Vorstand an. Lange Jahre war er Vorsitzender, später Ehrenvorsitzender des Kreisverbandes Wunsiedel, ferner war er Vorsitzender der CSU-Mittelstandsgruppen in Oberfranken.
1946 wurde er zum Kreisrat im Landkreis Wunsiedel gewählt, aus diesem schied er 1948 aus, nachdem Marktredwitz wieder kreisfrei wurde. Daraufhin wurde er in den Stadtrat gewählt, dem er bis zu seinem Tode angehörte. Von 1959 bis 1960 war er kurzzeitig zweiter Bürgermeister von Marktredwitz. Nach der Kreisreform 1972 wurde er erneut Kreisrat in Wunsiedel.
Schwägerl wurde 1946 in die Verfassunggebende Landesversammlung berufen. Bei der Landtagswahl im selben Jahr verpasste er zunächst den Einzug in den Landtag. Am 22. September 1947 rückte er jedoch in den Landtag nach. Er übernahm das Mandat von August Haußleiter, der sein Mandat ruhen lassen musste, da seine Wählbarkeit geprüft wurde. Am 28. Januar 1948 kehrte er in den Landtag zurück und Schwägerl schied aus. Jedoch am 28. März 1950 durfte er erneut nachrücken, diesmal für den verstorbenen Franz Ludwig Sauer. Er gehörte dem Parlament bis zum Ende der Wahlperiode an.